# Carlotta Mastrangelo
Carlotta Mastrangelo (Bergamo, 14 giugno 1957) è una sceneggiatrice italiana.

## Biografia
Nata a Bergamo, cresciuta a Milano, si è laureata in architettura nel 1981 al Politecnico di Milano, dal 1982 al 1994 lavora come Architetto Urbanista in progetti di sviluppo per paesi africani. Nel 1993 inizia la sua formazione come autrice/sceneggiatrice di opere d'animazione presso il CFP-CTC di Milano e successivamente all'Ecole des Métiers de l'Image CFT Gobelins di Parigi. La prima opera prodotta e messa in onda sui canali italiani è del 1996, anno in cui scrive la prima serie di 26 episodi de Le storie di Anna prodotta da RAI e Audiovisivi DeMas nel 2003, a cui seguirà la seconda serie scritta nel 2002 e prodotta nel 2007. Dal 1997 si occupa per diverse case di produzione italiane della stesura delle bibbie di diversi progetti di serie a cartoni animati. Nel 1998-1999 collabora come autore-sceneggiatore alla trasmissione televisiva L'albero azzurro prodotta dalla RAI. In seguito collabora nel 1999 con Gertie per la scrittura dell'episodio pilota della serie in animazione "Geronimo Stilton" (pilota e bibbia), con Graphilm come autore letterario della serie "Camelia" (Bibbia letteraria e pilota di Serie), e con Alphanim nel 2005 per la sceneggiatura di quattro episodi della serie Matt et les Monstres (Matt's Monsters). 
Come autore di libri per bambini ha pubblicato dal 2011 ad oggi 2 titoli in formato e-book. Nel 2012 è curatrice del libro "Il Libro del Cuore" edito da Cardiopulsafety, testo di divulgazione al grande pubblico sulla salute del cuore.
Dal 1999 al 2012 ha tenuto annualmente il corso di Sceneggiatura per l'Animazione nell'ambito del corso d'Illustrazione e Animazione presso Istituto europeo di design di Milano.

## Filmografia

### Soggetto
- Camelia (Graphilm-RAI) - 1999
- Le storie di Anna (RAI-Audiovisivi DeMas) 1ª serie - 2003
- Le storie di Anna (RAI-Audiovisivi DeMas) 2ª serie - 2007

### Sceneggiatura
- "Le Storie di Anna" - 1ª serie - 26 episodi 1996
- Episodio "Le Camping-Car en Pagaille" - Serie di FRANCE ANIMATION "Les Babalous en Vacance" 1997
- "Geronimo Stilton" - Pilota di Serie - Gertie - Milano 1999
- "Camelia" - Pilota di Serie - RAI/GRAPHILM 1999
- "Le Storie di Anna" - 2ª serie - 13 episodi 2002
- "Matt's Monsters" - Alphanim - 4 episodi - 2006

## Altre opere
- "Coniglio dov'è?" - EBOOK -2012
- "Una questione spinosa" da "Una storia dall'Album di Camelia" - EBOOK 2013